# 각리중학교
각리중학교(角里中學校)는 대한민국 충청북도 청주시 청원구 오창읍 각리에 있는 공립 중학교이다.

## 학교 연혁
- 2004년 9월 24일 : 학교 설립인가(30학급)
- 2006년 10월 30일 : 개교식(9학급 297명)
- 2009년 3월 1일 : 일반학급 35학급 배정
- 2022년 1월 12일 : 제16회 졸업식(394명, 누계 5,244명)
- 2022년 3월 2일 : 입학식(333명 입학)
- 2022년 9월 1일 : 제12대 김신회 교장 부임

## 참고 자료
- 각리중학교 - 한국교육학술정보원 학교알리미